# Dimbach (Austria)
Dimbach è un comune austriaco di 1 032 abitanti nel distretto di Perg, in Alta Austria; ha lo status di comune mercato (Marktgemeinde).